# Alunda
Alunda er en lille by beliggende i Östhammars Kommune i Uppsala län i landskabet Uppland i Sverige. Den har 2.677 (2023) indbyggere.